# Mrouzia

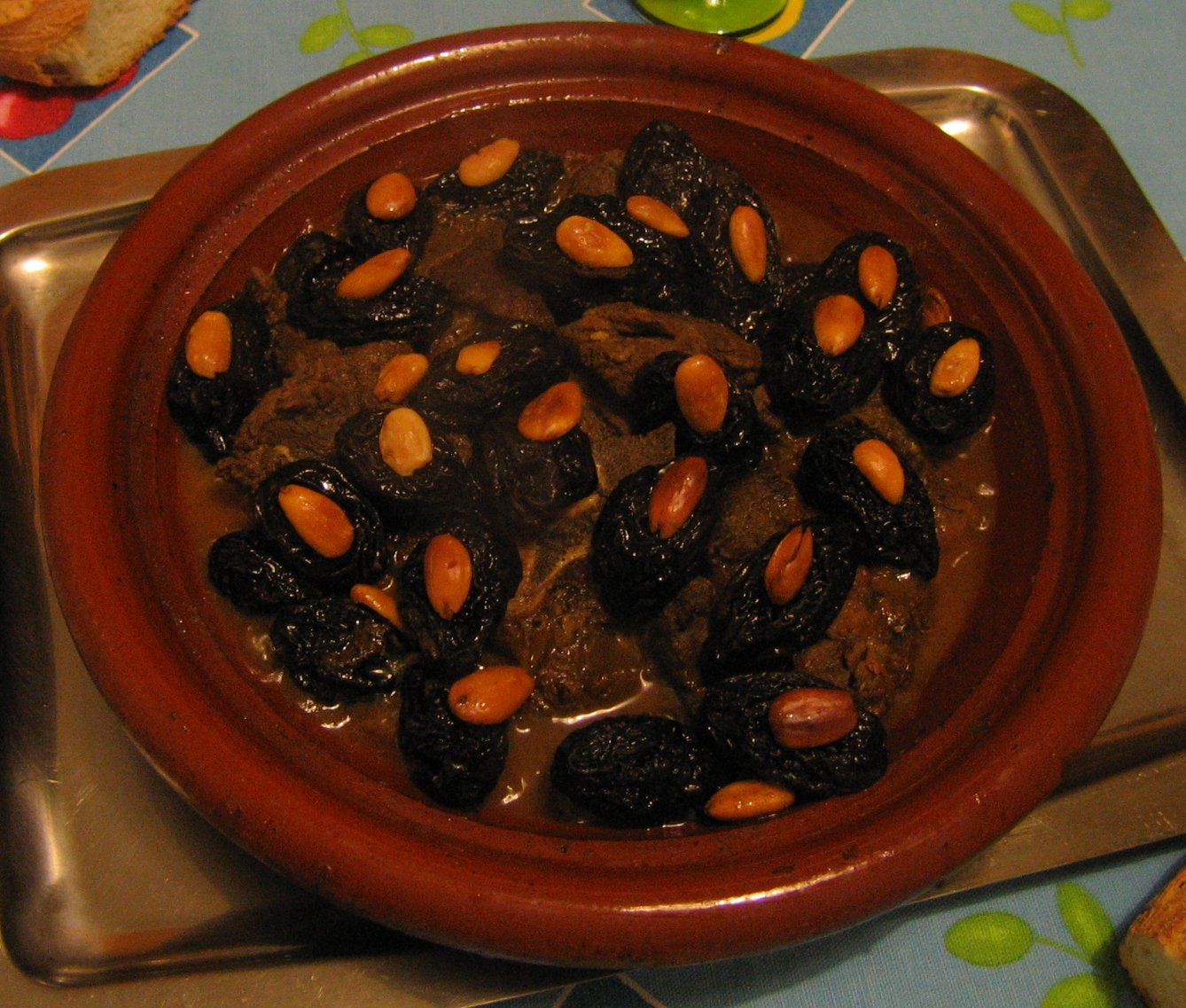
Een tajine met mrouzia

Mrouzia is een belangrijk gerecht uit de Marokkaanse keuken. Het gerecht wordt bereid in een tajine,  een aardewerken stoofpot. Het bevat zowel zoete als hartige ingrediënten, zoals vlees en een kruidenmengsel (ras el hanout) met honing, kaneel en amandelen. Mrouzia is een van de traditionele gerechten die gegeten worden tijdens het islamitische Offerfeest. Het wordt dan gemaakt van lamsvlees van dieren die ritueel geofferd zijn tijdens het feest.